# Léon (film)
Léon (of The Cleaner, of The professional) is een Franse film uit 1994 van de regisseur Luc Besson. In de film hebben Jean Reno, Gary Oldman en Natalie Portman de hoofdrollen.

## Verhaal
Léon (Jean Reno) is een huurmoordenaar (in de film aangeduid als "cleaner") die een teruggetrokken leven leidt in de New Yorkse wijk Little Italy. Hij krijgt veel opdrachten van een maffioso genaamd Tony (Danny Aiello), die zijn zaakjes regelt vanuit de "Supreme Macaroni Company", een detailhandel. In zijn vrije tijd doet Léon veel krachttrainingen, verzorgt zijn plant (die hij zijn "beste vriend" noemt) en gaat in zijn eentje naar de bioscoop; in een bepaalde scène bekijkt hij de Gene Kelly musical, Singin' in the Rain.
Op een dag ontmoet hij Mathilda (Natalie Portman), een twaalfjarig meisje met een blauw oog, dat in een probleemgezin woont op dezelfde etage. Mathilda's vader (Michael Badalucco) wordt door een stel corrupte agenten van de Drug Enforcement Administration (DEA) betaald om cocaïne op te slaan in zijn appartement. Nadat ze erachter zijn gekomen dat hij drugs voor zichzelf achterhoudt dringt een groep agenten, onder leiding van de haveloos uitziende en aan drugs verslaafde Norman "Stan" Stansfield (Gary Oldman), de flat binnen en vermoordt de familie van Mathilda. Zelf ontspringt ze de dans, omdat ze op dat moment boodschappen aan het doen is. Als ze terugkomt van de supermarkt, en de viervoudige moord aantreft, loopt ze kalm langs de openstaande deur van het appartement. Ze klopt aan bij Léon, die haar opvangt.
Mathilda komt er snel achter dat Léon een huurmoordenaar is, en vraagt of ze het vak van hem kan leren. Ze wil wraak nemen op de mannen die haar vierjarige broertje hebben vermoord, de enige in haar familie om wie ze gaf. Ze biedt aan om het huishouden te doen, en de analfabete Léon taalles te geven. Na lang aandringen accepteert Léon het aanbod en beginnen de twee samen te werken. Ze bouwen langzaam een emotionele band op, waarbij Léon een vriend en vaderfiguur wordt. Mathilda vertelt meerdere keren dat ze verliefd is geworden op Léon, maar die zegt hierop niets terug.
Mathilda wordt mettertijd steeds zelfverzekerder en raakt steeds beter getraind. Ze ontdekt waar Stansfield uithangt, en volgt hem naar zijn kantoor in een poging hem te vermoorden. Ze loopt in een hinderlaag, waarna andere agenten haar meenemen naar een ruimte om haar te verhoren. Léon vindt een afscheidsbrief met details over de plannen van Mathilda. Hij spoedt zich naar het politiegebouw, bevrijdt haar en vermoordt daarbij twee handlangers van Stansfield.
Stansfield is furieus over de "Italiaanse huurmoordenaar" die zijn mannen vermoord heeft. Hij confronteert Tony hiermee, en bedreigt hem, om zo het huisadres van Léon te bemachtigen. Op een dag, als Mathilda boodschappen gaat doen, ontvoeren medewerkers van de New Yorkse mobiele eenheid haar. Daarna proberen ze binnen te dringen in het appartement van Léon. Tijdens hun actie ontvoert Léon een van de agenten en ruilt deze voor Mathilda. Léon slaat met een bijl een ventilatieschacht kapot, gooit zijn plant naar beneden en laat daarna Mathilda zakken in de opening. Op het moment dat ze vertelt dat ze van Léon houdt, en afdaalt, schiet de mobiele eenheid een granaatraket naar binnen.
In de chaos die hierna ontstaat, weet Léon naar buiten te glippen waarbij hij zich voordoet als gewonde agent. Op zijn weg naar buiten wordt hij echter herkend door Stansfield. Deze achtervolgt Léon en schiet hem van een afstand in de rug. Hij maakt zich bekend aan Léon, die inmiddels bloedend op de grond ligt. Léon geeft Stansfield iets, waarbij hij vertelt dat het "van Mathilda" is. Stansfield opent zijn hand, en ziet dat het een pin van een granaat is. Hij opent Léons vest en ziet dat er verscheidene granaten aan zijn lichaam vastzitten. Stanfield stottert "Oh, shit", vlak voor er een grote explosie plaatsvindt waarbij beide mannen omkomen.
Mathilda gaat naar Tony's winkel, waar ze een paar dollar zakgeld van Tony krijgt van het fortuin dat Léon bij hem gespaard heeft. Hij zegt dat ze niet oud genoeg is voor een groot geldbedrag, en dat ze eerst maar naar school moet gaan totdat ze wat ouder is. Tot die tijd bewaart hij het geld voor haar. Op de vraag van Mathilda of ze niet als "cleaner" kan werken, antwoordt Tony dat hij "geen werk heeft voor twaalfjarigen!". Omdat ze geen andere plaats heeft om naartoe te gaan, gaat ze terug naar school. Als ze geaccepteerd is op de school, graaft ze een gat bij de school waar ze de plant van Léon in de grond stopt, om hem "wortel te laten schieten".

## Rolverdeling
| Acteur                | Personage                   | Opmerkingen                                      |
| --------------------- | --------------------------- | ------------------------------------------------ |
| Jean Reno             | Léon                        |                                                  |
| Natalie Portman       | Mathilda                    | (eerst film- en acteerdebuut)                    |
| Gary Oldman           | Norman "Stan" Stansfield    |                                                  |
| Danny Aiello          | Tony                        |                                                  |
| Peter Appel           | Malky                       |                                                  |
| Willi One Blood       | Willi "Blood"               | Stansfields 1e man, vermeld als Willie One Blood |
| Don Creech            | Stansfields 2e man          |                                                  |
| Keith A. Glascoe      | Benny                       | Stansfields 3e man                               |
| Randolph Scott        | Stansfields 4e man          |                                                  |
| Michael Badalucco     | Mathilda's vader            |                                                  |
| Elizabeth Regen       | Mathilda's halfzus          |                                                  |
| Ellen Greene          | Mathilda's stiefmoeder      |                                                  |
| Carl J. Matusovich    | Mathilda's broertje         |                                                  |
| Frank Senger          | Dikke crimineel             |                                                  |
| Maïwenn               | Blonde prostituee           | (vermeld als Ouin-Ouin)                          |
| Lucius Wyatt Cherokee | Tonto                       | (vermeld als Lucius Wyatt 'Cherokee')            |
| George N. Martin      | Receptionist hotel          | (vermeld als George Martin)                      |
| Adam Busch            | Manolo                      | (film- en acteerdebuut)                          |
| Jessie Keosian        | Oude buurvrouw van Mathilda |                                                  |
| Robert LaSardo        | Cliënt #1                   | (vermeld als Robert Lasardo)                     |
| Betty Miller          | Weeshuis directrice         |                                                  |